# Karl Günther
Karl Günther, o Carl Günther, (Vienna, 15 novembre 1885 – Vienna, 27 giugno 1951), è stato un attore austriaco.
Attore teatrale, Karl Günther recitò in numerosi teatri tedeschi da Berlino a Dresda, Amburgo e Monaco di Baviera. In seguito, venne assunto al Volkstheater e al Theater in der Josefstadt di Vienna.
Il suo debutto cinematografico risale al 1918, ma divenne popolare presso il grande pubblico solo dopo aver recitato al Burgtheater come partner di Olga Tschechowa. Da quel momento, lavorò per il cinema, spesso ricoprendo ruoli che lo vedevano impersonare personaggi eleganti, uomini di potere, ufficiali o aristocratici, per di più dai connotati antipatici. Nella sua carriera girò circa novanta film, l'ultimo dei quali fu un film operetta del 1951, che aveva come protagonista Paul Hörbiger e dove Günther ebbe un piccolo ruolo.
Karl Günther morì a Vienna il 27 giugno 1951 all'età di 65 anni.

## Filmografia
- Das Herz vom Hochland , regia di Hans Oberländer (1918)
- Der Herr mit der Dogge, regia di Franz Seitz (1918)
- Komödianten, regia di Hans Oberländer (1919)
- Menschliche Trümmer, regia di Fritz Kampers (1920)
- Die Vermummten, regia di Franz Seitz (1920)
- Der Staatsanwalt, regia di Paul Otto (1920)
- Das Geheimnis der Santa Margherita regia di Rolf Randolf (1921)
- Die Frau von morgen, regia di Hans Oberländer (1921)
- Das Rätsel der Sphinx , regia di Adolf Gärtner (1921)
- Die Abenteuerin von Monte Carlo - 1. Die Geliebte des Schahs, regia di Adolf Gärtner (1921)
- Die Abenteuerin von Monte Carlo - 2. Marokkanische Nächte, regia di Adolf Gärtner, Willi Wolff (1921)
- Die Abenteuerin von Monte Carlo - 3. Der Mordprozeß Stanley, regia di Willi Wolff (1921)
- Der König von Golconda - 1. Teil, regia di Max Maschke (1921)
- Der König von Golconda - 2. Teil: Der stürzende Berg, regia di Max Maschke (1921)
- Der König von Golconda - 3. Teil: Um ein Königreich, regia di Max Maschke (1921)
- Könnyved, der große Unbekannte , regia di Frederik Larsen (1922)
- Ihr Kammerdiener , regia di Willi Achsel (1922)
- Die siebtente Nacht , regia di Arthur Teuber (1922)
- Der Ruf des Schicksals, regia di Johannes Guter (1922)
- Moderne Laster, regia di Leopold Niernberger (1924)
- Die Königin von Moulin Rouge, regia di Robert Wiene (1926)
- Das gelbe Haus des King-Fu, regia di Karl Grune (1931)
- Aufforderung zum Tanz
- Besuch am Abend , regia di Georg Jacoby (1934)
- Wer wagt - gewinnt, regia di Walter Janssen (1935)
- Lady Windermeres Fächer, regia di Heinz Hilpert (1935)
- Ein Walzer um den Stephansturm , regia di J.A. Hübler-Kahla (1935)
- L'ultima passione (Burgtheater), regia di Willi Forst (1936)
- Serata tragica (Premiere), regia di Géza von Bolváry (1937)
- Alarm in Peking, regia di Herbert Selpin (1937)
- Gauner im Frack, regia di Johannes Riemann (1937)
- Fascino di boheme (Zauber der Boheme), regia di Géza von Bolváry (1937)
- Andere Welt, regia di Marc Allégret, Alfred Stöger (1937)
- Die Umwege des schönen Karl, regia di Carl Froelich (1938)
- Felicità perduta (Dreiklang), regia di Hans Hinrich (1938)
- Geheimzeichen LB 17, regia di Viktor Tourjansky (1938)
- 13 Stühle, regia di E.W. Emo (1938)
- Ein Mädchen geht an Land , regia di Werner Hochbaum (1938)
- Ho trovato l'amore (Liebelei und Liebe), regia di Arthur Maria Rabenalt (1938)
- Preußische Liebesgeschichte, regia di Paul Martin (1938)
- Hotel Sacher, regia di Erich Engel (1939)
- Waldrausch
- La canzone del deserto (Das Lied der Wüste), regia di Paul Martin (1939)
- Maria Ilona, regia di Géza von Bolváry (1939)
- La stella di Rio (Stern von Rio), regia di Karl Anton (1940)
- Ritorno, regia di Géza von Bolváry (1940)
- Traummusik, regia di Géza von Bolváry (1940)
- Ins Grab kann man nichts mitnehmen, regia di Wolfgang Staudte (1941)
- Per la sua felicità (Der Weg ins Freie), regia di Rolf Hansen (1941)
- Wetterleuchten um Barbara, regia di Werner Klingler (1941)
- Il segreto di Anna Rottner (Die Kellnerin Anna), regia di Peter Paul Brauer (1941)
- Frauen sind doch bessere Diplomaten, regia di Georg Jacoby (1941)
- Giungla, regia di Nunzio Malasomma (1942)
- Il grande re (Der große König ), regia di Veit Harlan (1942)
- Der Fall Rainer, regia di Paul Verhoeven (1942)
- Vom Schicksal verweht, regia di Nunzio Malasomma (1942)
- Andreas Schlüter, regia di Herbert Maisch (1942)
- Donna fra le belve (Die große Nummer), regia di Karl Anton (1943)
- Der Ochsenkrieg, regia di Hans Deppe (1943)
- Germanin - Die Geschichte einer kolonialen Tat, regia di Max W. Kimmich (1943)
- La collana di perle (Romanze in Moll), regia di Helmut Käutner (1943)
- Der zweite Schuß, regia di Martin Frič (come Martin Fritsch) (1943)
- Ein Mann mit Grundsätzen?, regia di Géza von Bolváry (1943)
- Nora, regia di Harald Braun (1944)
- Herr Sanders lebt gefährlich, regia di Robert A. Stemmle (1944)
- Die Affäre Rödern, regia di Erich Waschneck (1944)
- Hundstage, regia di Géza von Cziffra  (1944)
- Spiel mit der Liebe, regia di Alfred Stöger (1944)
- Der Puppenspieler, regia di Alfred Braun (1945)
- Rätsel der Nacht, regia di Johannes Meyer (1945)
- Leb' wohl, Christina, regia di Gustav Fröhlich (1945)
- Ein Mann gehört ins Haus, regia di Hubert Marischka (1948)
- Das andere Leben, regia di Rudolf Steinboeck (1948)
- Der Herr Kanzleirat, regia di Hubert Marischka (1948)
- La casa dell'angelo (film 1948), regia di Karl Hartl (1948)
- Königin der Landstraße, regia di Géza von Cziffra (1948)
- Valzer celeste, regia di Géza von Cziffra (1948)
- Weißes Gold, regia di Eduard von Borsody (1949)
- Münchnerinnen, regia di Philipp Lothar Mayring (1949)
- Das Siegel Gottes, regia di Alfred Stöger (1949)
- Rosen der Liebe, regia di Max Neufeld (1949)
- Liebe Freundin, regia di Rudolf Steinboeck (1949)
- Eroica, regia di Walter Kolm-Veltée (1949)
- Höllische Liebe , regia di Géza von Cziffra (1949)
- Prämien auf den Tod, regia di Curd Jürgens (1950)
- Schuß um Mitternacht, regia di Hans H. Zerlett (1950)
- Großstadtnacht, regia di Hans Wolff (1950)
- Cordula, regia di Gustav Ucicky (1950)
- Der Teufel führt Regie , regia di Kurt Meisel (1951)
- Verklungenes Wien, regia di Ernst Marischka (1951)
- Der fidele Bauer, regia di Georg Marischka (1951)